# Єгуда Лейб Цирельсон
Єгу́да Лейб Цирельсон (івр. יהודה לייב צירלסון; 24 грудня 1859, Козелець, Чернігівська губернія - 25 червня або 6 липня 1941, Кишинів) - рабин, громадський діяч, один з галахічних авторитетів XX століття. Протягом кількох десятиліть - головний рабин Бессарабії. Писав на івриті, їдиші, а також арамейською російською та румунською мовами.

## Біографія

### 1859-1908 роки
Лейб Цирельсон народився у повітовому містечку Козелець Чернігівської губернії, де його батько Моше-Хаїм Цирельсон був рабином. Хлопчик рано виявив неабиякі здібності і вже до 19 років отримав посаду рабина у Прилуках сусідньої Полтавської губернії (1879); 1907 року там же став казенним рабином. У ці роки - багато виступав з публіцистичними статтями на івриті в газетах «Га-Меліц» (івр. המליץ, Захисник, Петербург), «Га-Цфіра» (івр. הצפירה, Сирена, Варшава), Га-Маґід (івр. המגידПроповедник, Краків), журналі «Га-Зман» (івр. הזמןЧас, Вільна), регулярно співпрацював з варшавською газетою на їдиші «Дер-Юд» (їд. דער יוּד, Єврей), опублікував збірку поезії та есеїстики на івриті «Дерех Слула» (івр. דרך סלולהПроторений шлях, 1902), брошури російською мовою «Російсько-японська війна»(1904) та «Аналіз мильних бульбашок» (1908, обидві в Одесі), набув широкої популярності як оратор. Брав участь у першій всеросійській сіоністській конференції у Варшаві у серпні 1898 року, де виступив проти світської освітньої діяльності сіоністського руху; у свій час підтримував ідею релігійного сіонізму, але згодом розчарувався в сіоністському русі як такому.

### 1908-1918 роки
З 1908 - духовний і казенний рабин в Кишиневі (Бессарабська губернія). У 1910 році обраний головою всеросійської рабинської комісії (ваад га-рабанім) і займав цю посаду до 1917 року, коли комісія була розформована. Як повноважний представник керівництва єврейських релігійних громад імперії становив звернення до влади з різних питань, що стосуються єврейського населення країни, зокрема в 1911 опублікував лист-протест за підписом 300 рабинів Російської імперії у зв'язку з справою Бейліса . Здобув звання Почесного Громадянина Російської імперії та генерала-духовника.
В 1912 став одним із засновників всесвітнього ортодоксального руху «Агудас Ісроел» (Союз Ізраїлю), був організатором установчого конгресу руху в тому ж році в Катовиці (Пруссія). Створив у Кишиневі безсарабське відділення «Агудас- Ісроел» (з 1920 - автономне відділення), яким керував майже до кінця життя. У 1923 та 1929 роках головував на Першому та Другому всесвітніх конгресах руху (кнесія гедола) у Відні; взяв участь у роботі Третього конгресу у 1937 році; входив до президії центрального виконавчого комітету та до так званої ради мудреців руху. На конгресі 1923 як головуючий підтримав пропозицію люблінського рабина Меїра Шапіро про введення синхронного річного циклу читання Талмуда по всьому світу (даф йомі), прийнятого до цього дня.

### Після 1918 року
Після приєднання Бессарабії до Румунії в 1918 став головним рабином Бессарабії (секретарем Цирельсона був рабин І. Епельбойм); у наступному році заснував у Кишиневі єврейські дитячі садки, релігійну гімназію (ліцей) «Моген Довід» (Щит Давида), а також «Ешиву Цирельсона», в якій навчалися багато відомих згодом релігійних діячів різних країн (наприклад, майбутній Рибницький Ребе Хаїм-Занвл Абрамович, Бухуський Ребе Іцхак Фрідман, Боянський Ребе Менахем Брайєр та інші). Користувався широкою повагою в різних єврейських колах, включаючи різноманітні хасидські рухи, особливо серед послідовників ружинської та чорнобильської династій, хабадників копустського (кописького) штибу.
На той час Лейб Цірельсон вільно володів румунською мовою і користувався надзвичайною популярністю серед єврейського населення Бессарабії. 28 травня 1920 він був обраний сенатором від Кишинева, а в 1922 - єдиним представником бессарабського єврейства в румунському парламенті в Бухаресті. Зі зростанням антисемітських настроїв у Румунії рабин Цірельсон дедалі більше сконцентрувався на боротьбі з антисемітизмом. Після низки безрезультатних виступів у парламенті з конкретних проявів ксенофобії, в 1926 році Цирельсон зробив програмну заяву про небезпеку антисемітизму як такого для всього населення країни. Однак після того, як парламентарі числом 80 до 17 проголосували проти публікації його виступу в офіційному друкованому органі парламенту, Цирельсон демонстративно зняв із себе парламентські повноваження.

### Теологічна та публіцистична діяльність
Хоча перший том респонсів (галахічних постанов) Цирельсона «Гвуль Ієгуда» (Обмеження Єгуди) побачив світ ще в 1905 році (Петроков, друге видання - 1912), основні теологічні праці з галахічному законодавству з'явилися в два останні десятиліття його життя. Знамениті «Ацей га-Леванон» вийшли 1922 року в Колошварі (Клаузенбург) і «Маархей Лев» (Припущення серця) — 1932 року в Кишиневі.
Збірник есеїстики на їдиші «Хілф Фар Хілф» (Допомога за допомогу) був опублікований у видавництві кишинівської газети «Ундзер Цайт» (Наш час) під редакцією З. Розенталя в 1926 році; проповіді на івриті «Гиґайон Лев» (Помисли серця) там же у 1929 році; есе на івриті «Ховот Рабонім» увійшло до збірки на честь Якоба Розенгейма у Франкфурті-на-Майні у 1931 році; I том зборів промов, агадичних роздумів і респонсів «Лев Єгуда» (Серце Єгуди) вийшов у Кишиневі в 1935 році, II том був опублікований посмертно в Єрусалимі в 1961 році. Виступив автором та редактором общинних збірок кишинівського рабінату на їдиші «Лий зой гадерех!» (Не той шлях, в пам'ять проф. І. Дегана, Кишинів, 1924) і «Кешенев, мійшів скейним» (Кишинев, будинок для людей похилого віку, до 30-річного ювілею кишинівського будинку для людей похилого віку імені Перельмутера-Клігмана, 193).
Всі теологічні роботи Цирельсона багаторазово перевидавались (звичайно репринтними виданнями) в Ізраїлі та США, вважаються невід'ємною частиною сучасного галахічного законочинства.

### Останні роки життя

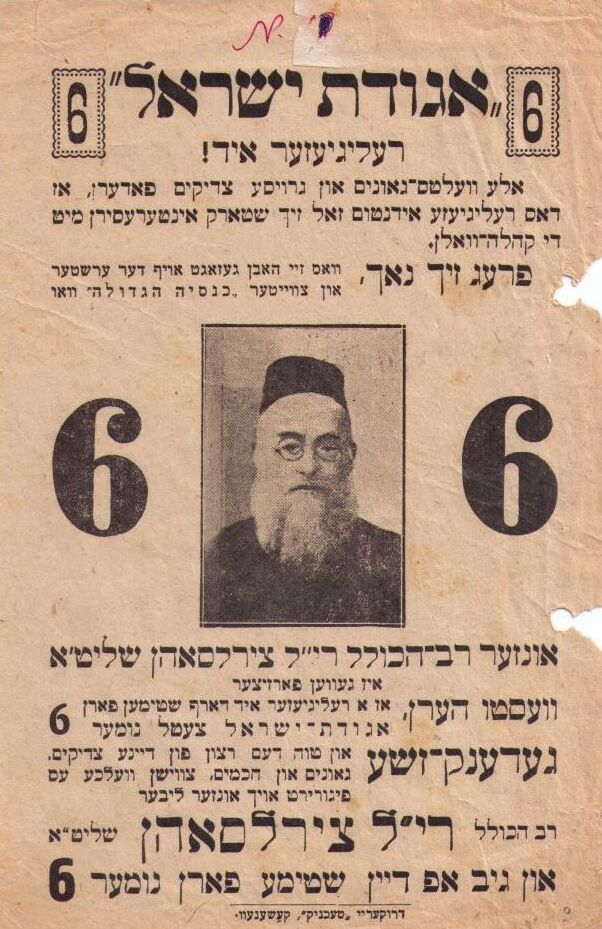
Передвиборна афіша партії Агудас-Ісроел у Кишиневі (їдиш)

У 1930-і роки Цирельсон особливо багато уваги приділяв викладацькій діяльності у своїй ешиві, керував роботою інших рабинів Бессарабії (Лейві Штернберга, Бенцієн-Янкева Шапіро, Йосефа Епельбойма та інших), був обраний почесним членом правління Великої синагоги у Відні.
Після приєднання Бессарабії до СРСР 1940 року рабин Цирельсон зазнав цькування у радянській пресі. Загинув при повітряному бомбардуванні Кишинева в перші дні війни, за найпоширенішою версією 25 червня або 6 липня 1941 року. У склепі рабина Цирельсона на старому єврейському цвинтарі на Скулянці в Кишиневі були поховані пошкоджені внаслідок бомбардувань сувої Тори та інших священних книг. На початку 1950-х років частина єврейського цвинтаря була знесена під будівництво нової дороги, і могила рабина Цирельсона, що була при вході на цвинтар, була перенесена в інше місце. У 1958 році всю нижню частину єврейського цвинтаря було знесено під будівництво ринкової площі та парку відпочинку, пам'ятник на могилі рабина Цирельсона був зруйнований, а сама могила та надгробна плита перенесені та поховані біля пам'ятника жертвам Кишинівського погрому 1903 року (див. фото тут).
Іменем Цирельсона названі вулиці в Тель-Авіві, Петах-Тікві, Бней-Браку, Рамат-га-Шароні, Нетанії, Кишиневі. У частині будівлі колишньої «Єшиви Цирельсона» в Кишиневі в 1990-і роки була відкрита нині діюча ешива «Торат Емет» (Правда Тори). Архів Цирельсона зберігається в Єврейській Національній та Університетській Бібліотеці в Єрусалимі.
Внучатий племінник рабина Цирельсона - відомий ізраїльський математик Борис Цирельсон.

## Книжки Л. Цирельсона

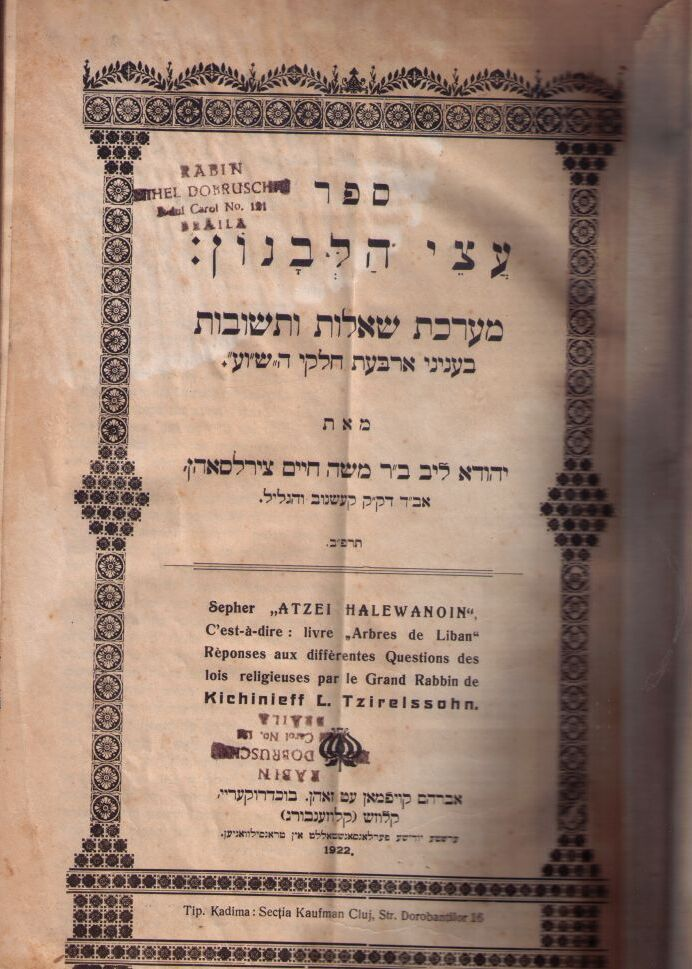
Книга «Ацей га-Леванон» (1922)

- Дерех Слула (івр. דרך סלולה Проторений шлях, вірші та есе, іврит). — Варшава, 1902.
- Русско-японская война. — Одесса, 1904.
- Гвуль Єгуда (Обмеження Єгуди: вопросы и ответы (респонсы), древнееврейский и арамейский языки). — Петроков: Типография А. Розенгартен, 1905/1906 (второе издание — 1912).
- «Ацей га-Леванон» (івр. עצי הלבנון, — Клойзенбург (Клуж), 1922.
- «Ло зо га-дерех» їд. לא זו הדרך,  издано кишинёвским раввинатом, типография Бенцион Либерал: Кишинёв, 1924.
- «Гілф фар гілф» (їд. הילף פֿאַר הילף, помощь за помощь, идиш). — Кишинёв: Ундзэр Цайт, 1926.
- ספֿר הגיון לב («hегьон лев» — помыслы сердца, проповеди и речи, иврит). — Кишинёв: издательство М. Авербуха, 1929.
- ספֿר מערכי לב («маархей лев» — предположения сердца, респонсы, иврит и арамейский языки). — Кишинёв: издательство М. Авербуха, 1932.
- קעשענעװ, מושבֿ זקנים. סכא קדישא («Кешенэв, мойшев скейным» — Кишинёв, дом престарелых; сборник статей и очерков, посвящённый 30-летнему юбилею кишинёвского дома престарелых имени Перельмутера-Клигмана, идиш). / Под редакцией р. И. Л. Цирельсона. — Кишинёв: типография «Техник» — М. Дектор, 1933.
- ספֿר לב יהודה («лев Иехуда» — сердце Иегуды, проповеди, агадические размышления и респонсы, иврит и арамейский языки). — Т. 1. — Кишинёв: издательство «Техник», 1935; Т. 2. — Иер.: Морешет Софрим, 1961.

## Про Л. Цирельсона
- Мордехай Сліпий «Єхуда Лейб Цирельсон» (на івриті). Тель-Авів: Нецах, 1948.
- Omagiu unei personalităţi proeminente. Слово про видатного діяча: Лейб Цирельсон. Російською та румунською мовами. Упорядник - Теодор Магдер. Єврейська громада Республіки Молдова. Кишинів, 2010.